# Тюбук
Тюбу́к — село в Каслинском районе Челябинской области. Административный центр Тюбукского сельского поселения.

## Географическое положение
Село Тюбук расположено на берегу реки Синары. С восточной стороны села расположена трасса Екатеринбург — Челябинск М5 (ответвление на Екатеринбург).

## История села
Село Тюбук было основано до 1705 года мещеряками. Жители — беломестные казаки, несли дозор на дороге от деревни Асмановой (ныне Усманова) до деревни Иткульской (ныне село Иткуль). С организацией Уйской пограничной линии мещеряков начали привлекать для её охраны. Пожелав осесть ближе к месту службы, они с 1743 года начали переселяться в район озера Учалы, где организовали 13 новых поселений, большинство из которых сохранились до наших дней.
На ланд-карте Яицкого ведомства башкирских жилищ уральских крепостей, которая была у начальника Казанских и Сибирских горных заводов Василия Татищева, это село уже обозначено «Тюббук»; а рядом поставлена дата — 1735 год. Также днём рождения села считается 31 марта 1744 года, когда тюбукские мещеряки официально оформили земельный надел. Название Тюбук в переводе со старобашкирского означает дальняя, отдалённая местность.
После строительства Богословской церкви село стали называть Богословским, но название не закрепилось.
В начале XX века основным занятием сельчан было земледелие.

## Религия
Православные храмы
В 1823 году первовладелец Тюбука Никифор Клеопин на возвышенности у реки построил деревянную церковь с престолом во имя святого Апостола и Евангелиста Иоанна Богослова, которая сгорела от удара молнии в 1827 году. На этом же месте в 1827 году жители на средства владельца купца Ярцева построили каменный храм, классический, с чертами барочной архитектуры. В 1853 году храм этот был разделён на тёплый и холодный. В тёплом храме престол был в честь Богоявления Господня. Храм был тогда обнесён каменной оградой, сооружённой на средства местного помещика И. Я. Кавшевича-Матусевича. В начале XX века причт состоял из 1 священника и 1 псаломщика.
В 1933 году прошло последнее богослужение, а затем при большом стечении народа новые власти спилили кресты и разобрали купола.
На сегодняшний день восстановлена и действует часть Церкви Иоанна Богослова.
Мечети
- Мечеть

## Школа
В 1888 году была организована школа грамоты.

## Население
| 2002 | 2010  |
| ---- | ----- |
| 3599 | ↘2863 |

Всероссийская перепись населения:     
русские — 64%.
Люди, связанные с селом
В селе родился Герой Советского Союза Александр Сугоняев.
- Гудилин, Владимир Евгеньевич (1938—2015) — руководитель подготовки и пуска ракеты-носителя «Энергия», ракетно-космической транспортной системы «Энергия-Буран», доктор технических наук, почётный гражданин Байконура.